# Dichrogaster liostylus
Dichrogaster liostylus är en stekelart som först beskrevs av Thomson 1885.  Dichrogaster liostylus ingår i släktet Dichrogaster och familjen brokparasitsteklar. Inga underarter finns listade i Catalogue of Life.